# حسن درويش
حسن درويش ( 1952)، ممثل أردني 

## عن حياته
نال شهادة الدبلوم في التعليم المسرحي من وزارة التربية والتعليم العام 1990. عضو نقابة (رابطة) الفنانين الأردنية حصل علي عدد من ا لجوائز والأوسمة وشهادات التقدير والتكريم: جائزة النقاد لأفضل ممثل مهرجان بغداد 1988 جائزة أفضل ممثل (بالمشاركة) مهرجان بغداد 1990 جائزة أفضل ممثل مهرجان المسرح الأردني1996

## من أعماله

### المسلسلات
- همة وعزم
- بلقيس
- عيون عليا
- أبو جعفر المنصور

## روابط خارجية
- حسن درويش على موقع قاعدة بيانات الأفلام العربية